# یوری پوتسمن
یوری پوتسمن (به انگلیسی: Jüri Pootsmann) (زاده ۱ ژوئیه ۱۹۹۴) خواننده استونیایی است.
او در مسابقه آواز یوروویژن ۲۰۱۶ نماینده استونی بود .